# ノルウェー開発協力局
ノルウェー開発協力局（ノルウェーかいはつきょうりょくきょく、英: The Norwegian Agency for Development Cooperation、略称:NORAD）は、ノルウェー外務省の組織。目的は、貧困との闘いを目的とした国際協力に貢献することである。局長は、Poul Engberg-Pedersen。